# Velar

Sagittalebene der menschlichen Mundhöhle, Oropharynx und Laryngopharynx. Artikulationsorte (aktiv und passiv):
1 exolabial (äußerer Teil der Lippe)
2 endolabial (innerer Teil der Lippe)
3 dental (Zähne)
4 alveolar (vorderer Teil des Zahndamms)
5 postalveolar (hinterer Teil des Zahndamms und ein wenig dahinter)
6 präpalatal (vorderer Teil des harten Gaumens)
7 palatal (harter Gaumen)
8 velar (weicher Gaumen)
9 uvular (auch postvelar; Gaumenzäpfchen)
10 pharyngal (Rachen)
11 glottal (auch laryngal; Stimmbänder)
12 epiglottal (Kehldeckel)
13 radikal (Zungenwurzel)
14 posterodorsal (hinterer Teil der Zunge)
15 anterodorsal (vorderer Teil der Zunge)
16 laminal (Zungenblatt)
17 apikal (Zungenspitze)
18 sublaminal (auch subapical; Unterseite der Zunge)

Velar oder velarer Laut (deutsch auch Gaumensegellaut oder Hintergaumenlaut) ist in der Phonetik die Bezeichnung für einen Laut, der gebildet wird, indem der hintere Zungenrücken
- am Gaumensegel, dem Velum palatinum, einen vollständigen Verschluss bildet (Buchstaben ⟨k⟩, ⟨ck⟩, ⟨g⟩ = in IPA-Schrift [k] bzw. [ɡ]),
- sich dem Gaumensegel nur stark nähert (im Deutschen: Buchstabenkombination ⟨ch⟩ = in IPA-Schrift [x]).

Auch bei der Vokalbildung wird nach dem jeweils höchsten Punkt des Zungenrückens und nach der Richtung, in der sich dieser ausrichtet, gekennzeichnet. 
Das „i“, bei dem der Zungenrücken sich dem Palatum durum (dem harten, vorderen Gaumen) nähert, nennt man daher einen palatalen Vokal, während das „u“, bei dem der Zungenrücken sich dem Velum nähert, als velarer Vokal bezeichnet wird.
In älteren Darstellungen findet sich auch die nach heutiger Übereinkunft falsche Bezeichnung gutturaler Laut.

Artikulation eines Velars mit Verschluss
Artikulation eines Velars mit Annäherung